# 約翰·廷尼斯伍德
約翰·阿爾弗雷德·廷尼斯伍德（英語：John Alfred Tinniswood，1912年8月26日—2024年11月25日）是英國超級人瑞，繼胡安·比森特·佩雷斯於2024年4月2日逝世後成為獲吉尼斯世界紀錄認證的在世最年長男性。后因施平获追认为在世最年長男性，廷尼斯伍德的记录相应顺延。
2024年11月25日，廷尼斯伍德在默西塞德郡紹斯波特逝世，享年112歲91天。他的家人在一份声明中说，他的最后时光“被音乐和爱围绕”。

## 生平
約翰·廷尼斯伍德於1912年8月26日生於利物浦。在第二次世界大战期間，他因視力問題而沒有上戰場，而是在皇家軍隊財務機構擔任會計師及查帳員。他同時亦有參與如尋找被困的士兵及安排糧食供應的軍隊後勤工作，由此他亦被認為是在世最年長的二戰老兵。他於二戰期間一場舞會中認識布洛德文·羅伯茨（Blodwen Roberts），二人於1942年結婚，獨生女蘇珊（Susan）於翌年出生。二戰結束後，他於皇家郵政、殼牌、BP任職會計師，直至於1972年退休。其妻布洛德文於1986年因肺癌離世。
他其後遷往位於紹斯波特看護中心。2022年8月26日，他慶祝110歲生日，成為超級人瑞。當天有樂隊在看護中心為他表演，而作為利物浦足球俱乐部粉絲的他亦收到球會送給他的時鐘，以向他致敬。被問到有何「長壽秘訣」時，他在111歲生日前夕回答「凡事適可而止」，在成為最年長男性後卻認為「只是單純運氣好」。

## 長壽紀錄
- 2020年9月25日，生於1911年11月25日的哈里·弗朗斯曼（Harry Fransman）去世，約翰·廷尼斯伍德以108歲30天之齡成為英國在世最年長男性。[14][10][18]

- 2024年1月7日，生於1912年6月6日的安德烈·路德維希（André Ludwig）過世，約翰·廷尼斯伍德以111歲134天成為歐洲在世最年長男性。[18]

- 2024年4月2日，生於1909年5月27日的胡安·比森特·佩雷斯逝世，[19]約翰·廷尼斯伍德以111歲219天之齡成為在世最年長男性，並於兩天後獲吉尼斯世界纪录認證。[3][10][18]

- 2024年8月4日，随着生于1911年11月1日的施平获老人学研究组织确认年龄并追认为胡安·比森特·佩雷斯去世后的在世最年長男性，約翰·廷尼斯伍德的记录相应延后，从施平逝世的2024年6月29日开始。[6][20][7]

## 備註
1. ↑  生於1911年11月6日的日本男性薗部儀三郎於2024年3月31日逝世，但其死訊於4月4日才對外公開，且比佩雷斯遲公開，使部份媒體誤以為薗部一度成為在世最年長男性。[4][5]